# 有限戰爭
有限戰爭是指與全面戰爭相反，限制軍事資源於某些區域，而非尋求將敵對國家徹底打敗或征服的戰爭型態，歷史上包括英法之於克里米亞戰爭、美國之於朝鮮戰爭、越南戰爭、英國與阿根廷之於福克蘭群島戰爭皆屬此類。